# Penstemon caespitosus
Penstemon caespitosus är en grobladsväxtart som beskrevs av Thomas Nuttall och Asa Gray. Penstemon caespitosus ingår i släktet penstemoner, och familjen grobladsväxter.

## Underarter
Arten delas in i följande underarter:
- P. c. desertipicti
- P. c. perbrevis